# Tanit Phoenix
Tanit Phoenix (Durban, 24 settembre 1980) è una modella e attrice sudafricana.

## Biografia
Tanit Phoenix è nata a Durban, KwaZulu-Natal, Sud Africa. Ha praticato la danza dai 5 ai 20 anni.
Ha iniziato la sua carriera all'età di 14 anni dopo essere stata scoperta da uno scout di modelle nella sua città natale, Westville. È apparsa in spot televisivi internazionali per Adidas, Coca Cola, Aqua Minerale, Visine, Schweppes, American Swiss Jewellery, Citroën C3, Nivea, Alberto VO5, Aria, lenti di transizione, Volvic e lingerie Distractions. È stata inoltre testimonial di Veet per 5 anni ed è apparsa nello spot televisivo europeo per il gel da doccia Fa.
Nel 2003 è stata nominata nella categoria "Who's That Girl?" per il premio Woman of the Year German Maxim mentre nel 2004 è stata scelta per essere una ragazza copertina per la rivista tedesca Maxim ed è anche apparsa sulla copertina dell'edizione statunitense. Sempre nel 2004 si è classificata al quinto posto nel sondaggio FHM 100 Sexiest Women in the World svolto dai lettori sudafricani di FHM, nel 2005 si è piazzata al sesto posto, nel 2006 al decimo mentre nel 2007 al quarantesimo. 
Phoenix ha iniziato la sua carriera di attrice con una breve apparizione come una delle fidanzate di Jared Leto nel film del 2005 Lord of War e in un episodio nella serie televisiva poliziesca sudafricana-canadese Charlie Jade come socia di Malachi. Nel 2007 ha avuto una parte in Gallowwalkers al fianco di Wesley Snipes. Nel 2008 è apparsa nel thriller Kamasutra Nights. Nel 2010 ha recitato nel film horror Lost Boys: The Thirst e nella commedia Spud con John Cleese. Ha inoltre recitato in Death Race 2 e Death Race 3 - Inferno con Luke Goss e Danny Trejo ed è ritornata a ricoprire il ruolo di Eve Wilson in Spud 2: The Madness Continues.
Nel 2011 è apparsa nella serie televisiva Femme Fatales - Sesso e crimini dove fungeva da narratrice e compieva delle brevi apparizioni in ogni episodio. Nello stesso anno ha vinto il "IGN's Sexiest woman of the year" di IGN ed è stata anche la ragazza più popolare mai fotografata per Babeology. Ha anche avuto un ruolo minore in Safe House - Nessuno è al sicuro e ha interpretato l'antagonista femminile del film Mad Buddies del 2012.
È apparsa sulla copertina dell'edizione sudafricana di Cosmopolitan per quattro volte, per poi comparire numerose volte sia nell'edizione sudafricana che quella statunitense di FHM. Altre sue apparizioni sono avvenute sui periodici Legacy, Indwe, Marie Claire (ed. sudafricana), Shape (ed. tedesca e sudafricana) e GQ (ed. sudafricana) e ha spesso posato per Sports Illustrated Swimsuit Issue. Nel 2013 Phoenix ha accettato il suo primo lavoro come truccatrice e designer per il personaggio di Jimmy per il film Hardcore!. Jimmy è stato interpretato da suo marito Sharlto Copley, il quale è stato truccato in 11 personaggi diversi. Nel maggio 2014 è apparsa sulla copertina di Maxim Sud Africa.

### Vita privata
È sposata dal 2016 con l'attore e produttore cinematografico sudafricano Sharlto Copley, con cui ha una relazione dal 2012.

## Filmografia

### Cinema
- Straught Outta Benoni, regia di Trevor Clarence (2005)
- Lord of War, regia di Andrew Niccol (2005)
- Maya, regia di Eric Manning (2008)
- Schuks Tshabalala's Survival Guide to South Africa, regia di Gray Hofmeyr (2010)
- Lost Boys: The Thirst, regia di Dario Piana (2010)
- Spud, regia di Donovan Marsh (2010)
- Death Race 2, regia di Roel Reiné (2010)
- Safe House - Nessuno è al sicuro (Safe House), regia di Daniel Espinosa (2012)
- Mad Buddies, regia di Gray Hofmeyr (2012)
- Gallowwalkers, regia di Andrew Goth (2012)
- Death Race 3 - Inferno (Death Race: Inferno), regia di Roel Reiné (2013)
- Spud 2: The Madness Continues, regia di Donovan Marsh (2013)

### Televisione
- Charlie Jade – serie TV, episodio 1x15 (2005)
- The Philanthropist – serie TV, episodio 1x06 (2009)
- Femme Fatales - Sesso e crimini (Femme Fatales) – serie TV, 28 episodi (2012)

## Doppiatrici italiane
- Rossella Acerbo in Death Race 2, Safe House - nessuno è al sicuro
- Myriam Catania in Death Race 3
- Domitilla D'Amico in Fame Fatales - sesso e crimini